# Église Notre-Dame-des-Douleurs de Calcutta
Pour les articles homonymes, voir Église Notre-Dame-des-Douleurs.
L’église Notre-Dame-des-Douleurs est un édifice religieux catholique sis à Boitakkhana, un quartier centre-oriental de la ville de Calcutta, en Inde. Construite en 1809 pour la communauté goanaise de la ville, elle est lieu de dévotions particulières à Notre-Dame, sans être paroisse.

## Histoire
De style colonial portugais l’église fut construite en 1809-1810. Fondée comme paroisse de la communauté portugaise de Calcutta et, de par le régime du Padroado sous la juridiction de l’archidiocèse de Goa, bien que sise à Calcutta l’église fut un des lieux de culte catholique de la communauté goanaise de Calcutta. D’autres institutions s’établirent à proximité.
Tout au long du XIXe siècle et jusqu’en 1930 elle est desservie par des prêtres envoyés par l’archevêque de Goa, et ‘de facto’ sans lien avec les autorités catholiques locales. Lorsque le schisme du Padroado est résolu par un accord entre le Saint-Siège et le Portugal (1928), l’église passa sous la juridiction de l’archidiocèse de Calcutta et devient simple chapelle publique, ce qu’elle est encore aujourd’hui. Le prêtre la desservant en est le recteur. 

## Description

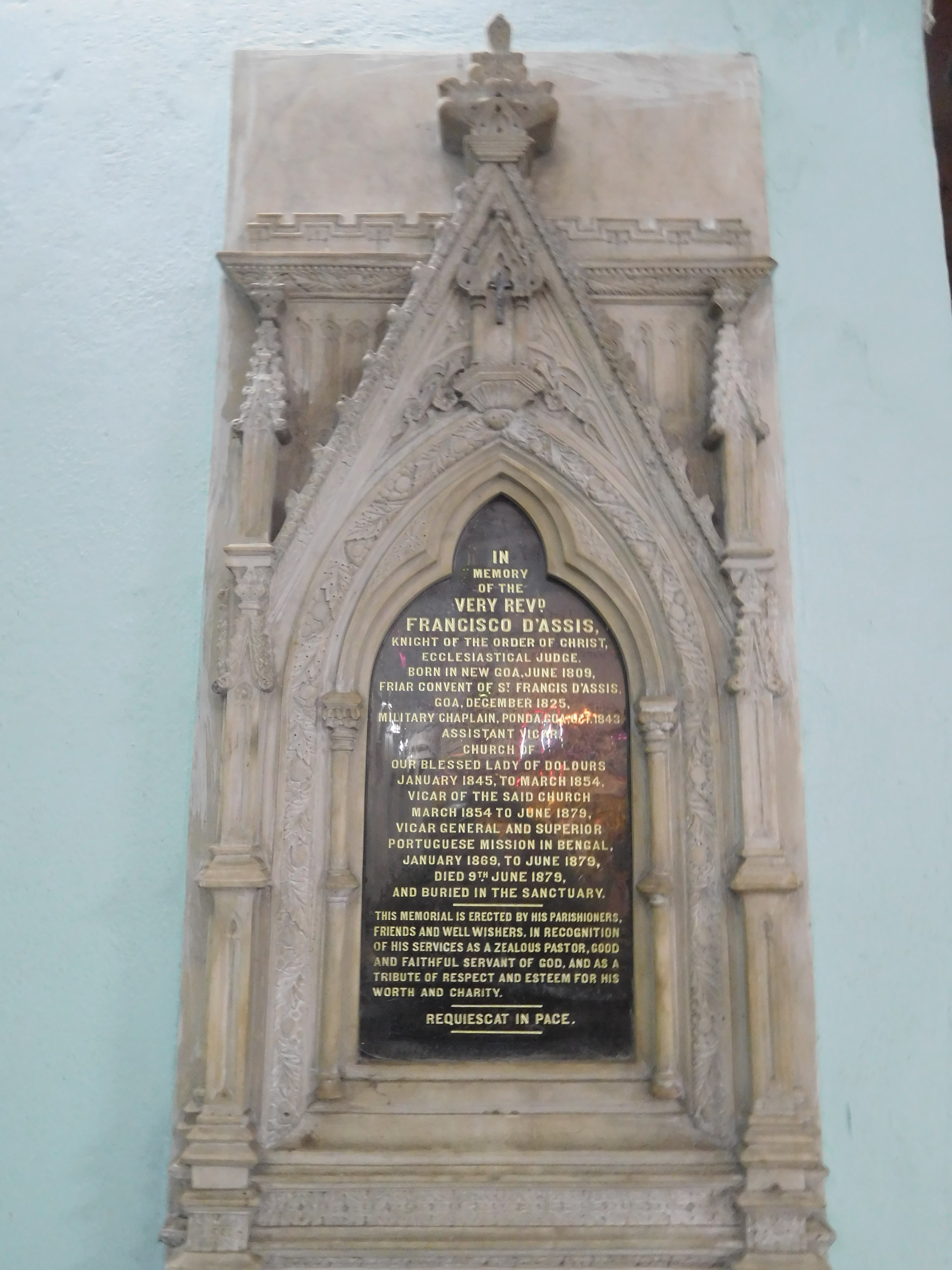
Monument à la mémoire du père Francisco d'Assis.

Située dans un quartier bruyant et très commerçant, au pied d’un viaduc routier et non loin de la gare de Sealdah, l'église occupe le coin de deux rues très passantes de Calcutta : la A.J.C.Bose road et B.B.Ganguli street. À part le portail d’entrée le mur d’enceinte n’est qu’une suite de petites échoppes qui cachent le bâtiment de l'église. De la rue seule la partie supérieure de son clocher est visible.
L’intérieur est vaste et sobre. Les deux bas-côtés sont presque aussi larges que la nef centrale. Quelques monuments funéraires rappellent l’ancienne présence portugaise, en particulier un monument impressionnant au souvenir du père Francisco d’Assis (1809-1879), chevalier de l’Ordre du Christ, qui y fut pasteur au milieu du XIXe siècle.
Le quartier étant devenu commerçant, la population catholique de Boitakkhana-Muchipara a fortement diminué. Cependant une dévotion à Notre-Dame de la Merci continue à y être populaire. Une des chapelles intérieures de l’église est sanctuaire à Notre-Dame-de-la-Merci.